# Хліборобська артіль
Хліборобські артілі, Землеробські артілі — добровільні об'єднання селянських господарств для спільного обробітку землі. Створювалися селянами в скрутні для них роки. 

## Історія створення
Перша З.а. була заснована 17 вересня 1894 М. В. Левитським в с. Федвар Олександрійського повіту Херсонської губернії (нині с. Підлісне Олександрівського р-ну Кіровоградської області). Дещо пізніше були організовані й артілі в ін. селах. Їхню діяльність підтримували відомі діячі української культури, зокрема М.Садовський, М.Кропивницький, І.Карпенко-Карий (останній присвятив херсонським артілям п'єсу «Понад Дніпром»). Наприкінці 1899 у Херсонській губернії налічувалося 115 артілей, вони об'єднували 550 селянських господарств з 3930 десятинами землі. Гуртовий збір зернових чл. артілі розподіляли між собою за «їдоцьким принципом», тобто за кількістю душ у родинах, що брали участь у виробництві. Організаційно-господарські питання артілі вирішувалися на загальних зборах. Поточними проблемами займався артільний староста. Досить часто відразу після вирішення селянами тих чи ін. проблем, зумовлених тимчасовою матеріальною скрутою, артілі саморозпускалися. 1 червня 1902 царський уряд видав закон, який дозволяв засновувати артілі в усіх галузях економіки. Однак практика створення таких артілей не набула поширення. Впродовж 1902–17 їх виникло лише 28.